# Systropha diacantha
Systropha diacantha är en biart som beskrevs av Baker 1996. Systropha diacantha ingår i släktet Systropha och familjen vägbin. Inga underarter finns listade i Catalogue of Life.